# Thomas Dähne
Thomas Dähne, född 4 januari 1994 i Oberaudorf, Tyskland, är en tysk fotbollsmålvakt som vann både Tipsligan 2017 och Finlands cup 2017 med HJK. Aktuellt (2020) spelar han i 2. Fußball-Bundesliga för Holstein Kiel.